# YPbPr
YPbPr (ook bekend als YPrPb, PrPbY en PbPrY) is een kleurcodering die gebruikt wordt in de elektronica voor de transmissie van videobeelden.
YPbPr wordt gebruikt voor analoge signalen, terwijl YCbCR gebruikt wordt voor digitale signalen. Beide zijn afgeleid van YUV. De letters in de afkorting staan voor het zwart-witsignaal de Luminantie Y, het Kleurenverschilsignaal blauw en het Kleurenverschilsignaal rood.
primaire kleur · secundaire kleur · tertiaire kleur · complementaire kleur · kleurencirkel · partitieve kleurmenging · kleurcontrast · kleurtemperatuur

kleurcodering · kleurruimte · CIELAB · CMYK · HSL/HLS · HSV/HSB · HTML-kleuren · NCS · Pantone PMS · RAL · RGB · YIQ · YUV · YPbPr